# National Portrait Gallery of Australia

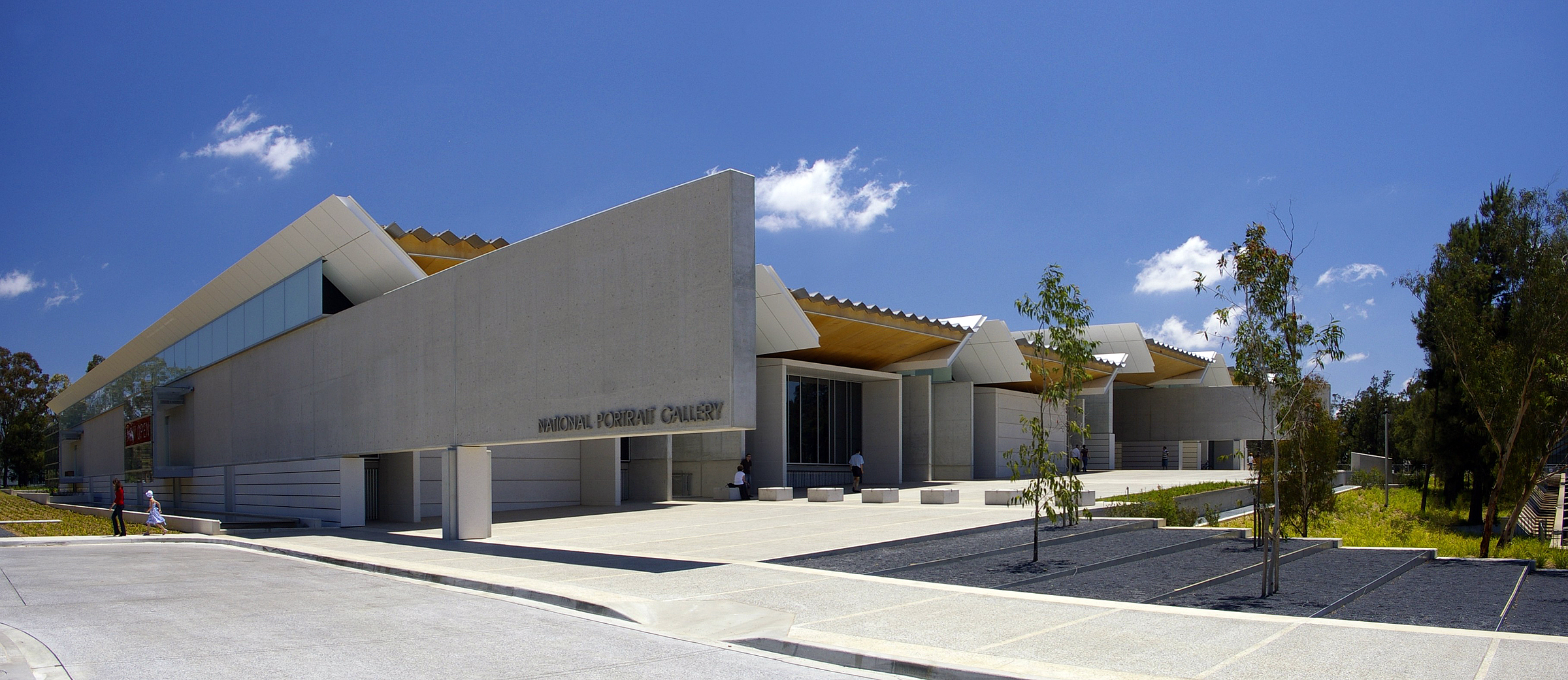
La National Portrait Gallery (Australia).

La National Portrait Gallery of Australia (la Galerie nationale australienne de portraits) est un musée situé à Canberra, la capitale fédérale de l'Australie et qui expose une collection de portraits d'australiens éminents ou à qui la vie a fait jouer un rôle particulier et qui susciteront à long terme l'intérêt public. 
La collection a été créée en mai 1998 et a été placée provisoirement dans l'ancien hôtel du Parlement et dans une galerie voisine sur la Place du Commonwealth. 
La galerie pour accueillir définitivement les portraits a été inaugurée le 4 décembre 2008. Elle est située à proximité de King Edward Terrace, à côté de la Haute Cour d'Australie.